# قمری زمینی تانا
قمری زمینی تانا (نام علمی: Pampusana ferruginea)، که همچنین به عنوان قمری فورستر تانا شناخته می‌شود، یک گونه کبوتر منقرض‌شده است. وابستگی طبقه‌بندی آن نامشخص است، اما در نخستین بحث علمی آن توسط یوهان گئورگ واگلر در سال ۱۸۲۹، آن را در سردهٔ Gallicolumba (که شامل کبوترهای زمینی و خونین‌دل می‌شود) طبقه‌بندی کرد. نزدیک‌ترین خویشاوند آن احتمالاً قمری زمینی سانتا کروز است. این گونه بومی جزیره تانا در اقیانوس آرام، وانواتو (در گذشته در هبریدز نو) بود. فورستر یک نام بومی mahk را ثبت می‌کند که تقریباً به‌طور قطع از زبان کوامرا است.